# Nils Henrik Sjöborg
Nils Henrik Sjöborg (født 6. februar 1767 i Högestads præstegård i Skåne, død 1. juli 1838 i Stockholm) var en svensk historiker. Han blev docent i historie i 1790 og udnævntes i 1799 til professor. I den forbindelse skabtes en skole omkring ham hvortil flere fremtrædende forskere senere regnede sig. Desuden stiftede han Lunds universitets historiska museum, hvortil han selv skænkede mange af museets værker. Han var også rektor for Lunds Universitet i 1809-10. Hans væsentligste bidrag til videnskaben synes at være at have udstukket vejen for senere forskere.